# Pieter en François Hemony

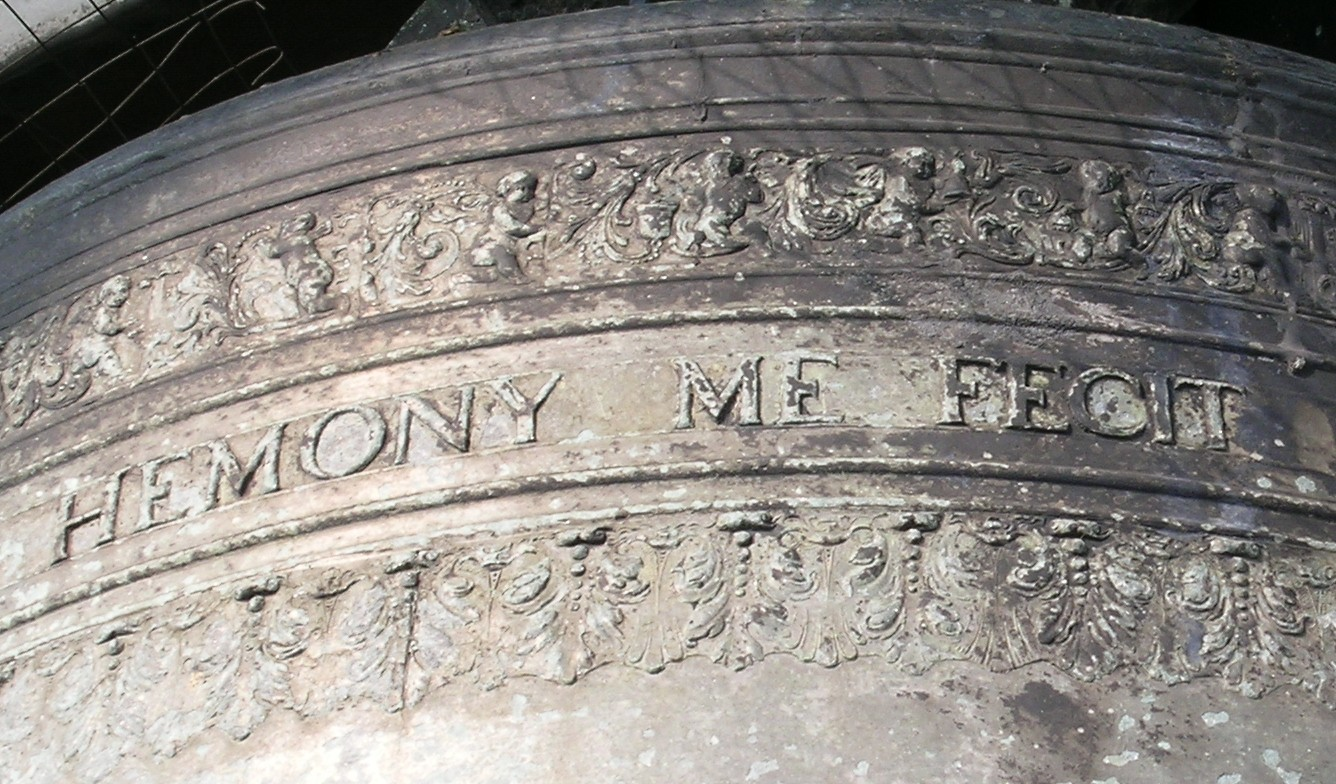
Signatuur van P. Hemony op de klok van de Oosterkerk (Amsterdam)

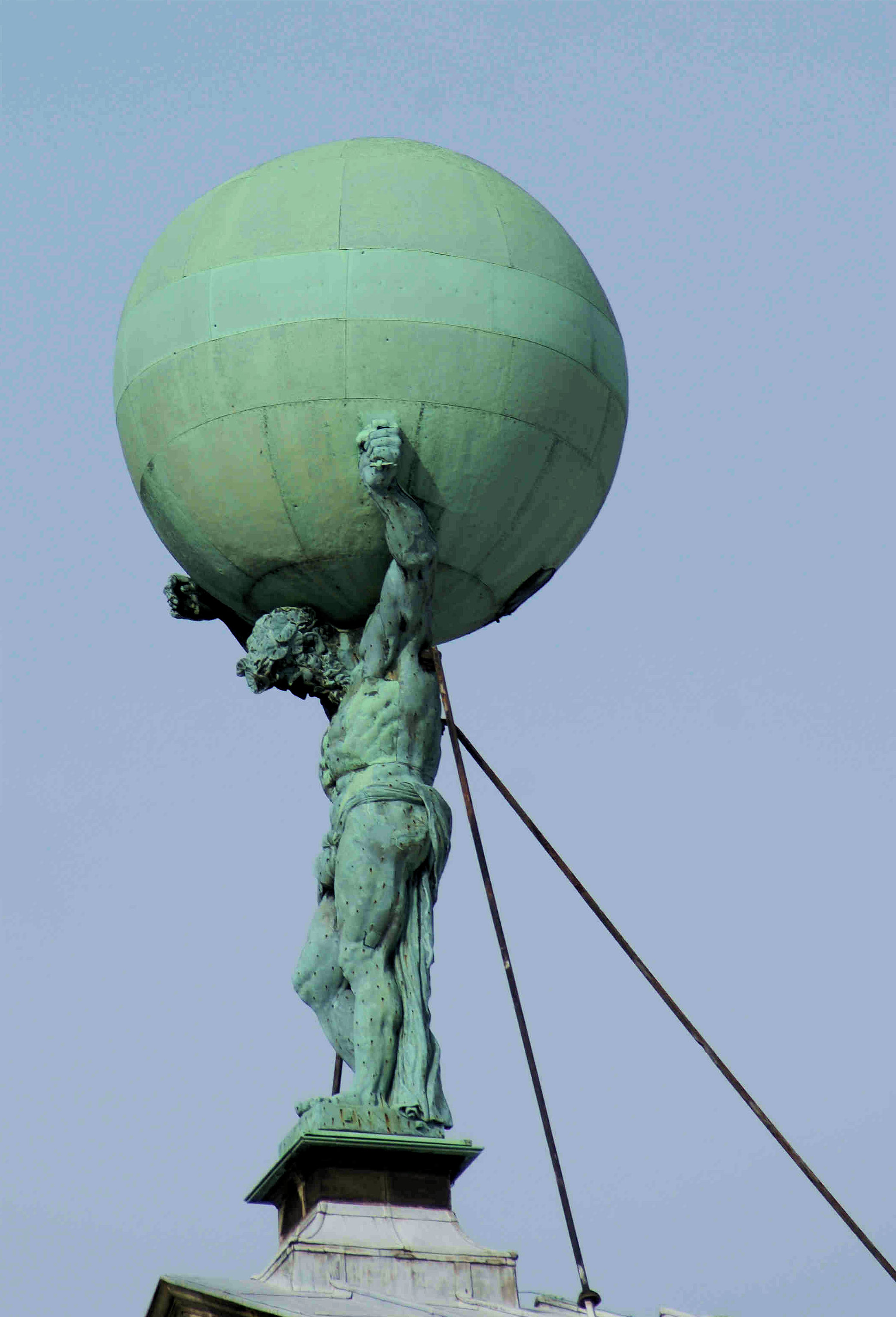
Atlas op het Paleis op de Dam, gegoten door Hemony

De gebroeders François Hemony (Levécourt, 1609 – Amsterdam, 1667) en Pierre (Pieter) Hemony (Levécourt, 1619 – Amsterdam, 1 februari 1680) waren de belangrijkste klokkengieters uit de 17e eeuw in de Nederlanden. Zij waren de eersten ter wereld die een zuiver gestemd klokkenspel produceerden, en transformeerden daarbij het carillon, het klokkenspel of de beiaard tot een volwaardig muziekinstrument. In de periode 1642-1679 zouden zij eenenvijftig carillons maken. Zie ook onder bij Werkstukken.

## Levensloop
François werd omstreeks 1609 te Levécourt in Lotharingen geboren; tien jaar later kwam zijn broer Pierre ter wereld. De familie Hemony behoorde tot die grote groep Lotharingse klokkengieters die tijdens de Dertigjarige Oorlog door geheel Europa trokken om geschut en klokken te gieten. De vader van François en Pieter  trok naar Duitsland. Aldaar goot François in 1636 ook zijn eerste klok tezamen met Josephus Michelin, die later waarschijnlijk zijn zwager werd, want François trouwde met een zekere Maria Michelin.

## Goor en Zutphen
In 1641 goten de gebroeders hun eerste klokken in Nederland, een driegelui voor de stad Goor. In 1643 goten ze het gelui voor de Sint-Vituskerk in Meppen (Duitsland). De volgende stap in hun carrière was in 1642 toen zij de opdracht tot het vervaardigen van een klokkenspel voor de Wijnhuistoren in Zutphen kregen dat in 1644 klaar kwam. Het Zutphense stadsbestuur stelde een kloostergebouw in het Isendoornklooster (nu Isendoornstraat 1, locatie Baudartius College) ter beschikking om een gieterij te vestigen. De broers hebben er tot 1657 gewerkt. De Hemony’s waren nog niet bekend met het gieten van carillons. Maar dankzij de hulp van fluitist en beiaardier jonkheer Jacob van Eyck, die uit Heusden kwam, werd dit een groot succes. Ook de uurwerk- en instrumentenmaker Jurriaen Spraeckel uit Zutphen werkte nauw samen met de broers. In de gieterij te Zutphen volgden daarna nog dertien beiaarden waaronder Deventer (Grote of Lebuïnuskerk) en Enkhuizen (Zuidertoren).

## François Hemony in Amsterdam
In Amsterdam waren de broers bekend geworden door het leveren van een klein klokkenspel voor de beurs. Dit klokkenspel werd na de sloop door Pieter uitgebreid en is nu deels nog aanwezig op de Munttoren. Hierdoor werd François Hemony in 1655 door de stad uitgenodigd om zich onder gunstige voorwaarden als geschut- en klokkengieter in Amsterdam te vestigen. Als eerste kreeg hij de opdracht voor de klokken van de Zuidertoren die hij als laatste nog in Zutphen goot. In Amsterdam goot hij hierna een klokkenspel voor de Oudekerk en de Westerkerk waar ook ongestemde 16e-eeuwse klokken vervangen werden. François eiste een vrije (gratis) woning op het terrein aan de Leidsegracht op het Molenpad. Pas in 1657 kwam François met het gezin naar Amsterdam, terwijl de ongehuwde Pieter zich vestigde in Gent.

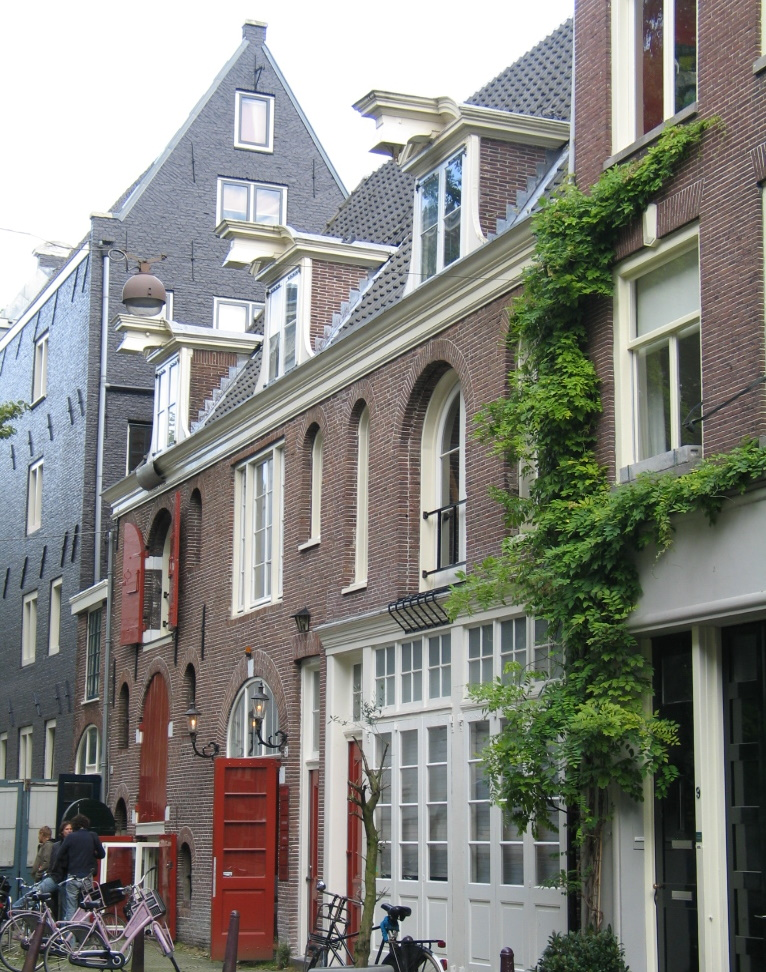
Voormalige klokgieterij van Hemony aan het Molenpad, na 1685 verbouwd tot stal, pak- en koetshuis

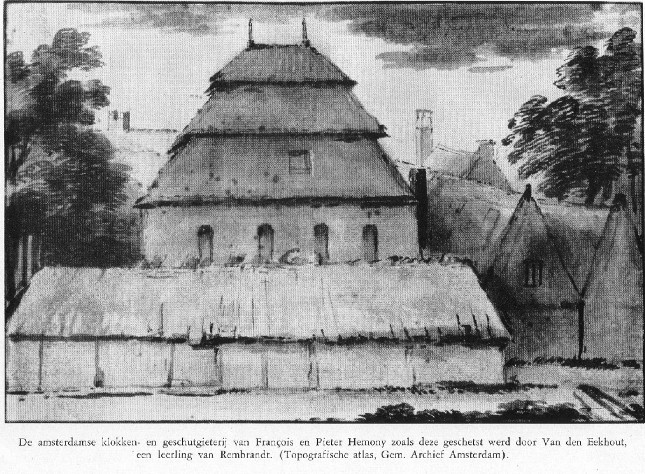
De klokkengieterij aan de Leidsegracht, op dubieuze gronden toegeschreven aan Gerbrand van den Eeckhout

De gieterij van Hemony lag op stadsgrond aan het Molenpad. François Hemony goot in deze Amsterdamse gieterij twintig beiaarden waaronder de Nieuwe Toren (Kampen) de Nieuwe Kerk (Delft) en diverse voor het buitenland, zoals in Mainz en Hamburg.
In 1664 voegde Pieter zich bij zijn broer; mogelijk beïnvloed door ziekte van François(?) of zijn slechte ervaringen in Gent dan wel de vele orders voor de Amsterdamse gieterij. Samen goten zij nog vier beiaarden: in Utrecht (Domtoren), Stockholm, het Maastricht Stadhuis en het Stadhuis (nu Paleis op de Dam) in Amsterdam, waar hij ook de beelden op het dak voor goot, ontworpen door buurman Artus Quellinus, die aan de overkant van de Keizersgracht werkte aan de versiering van het nieuwe stadhuis.

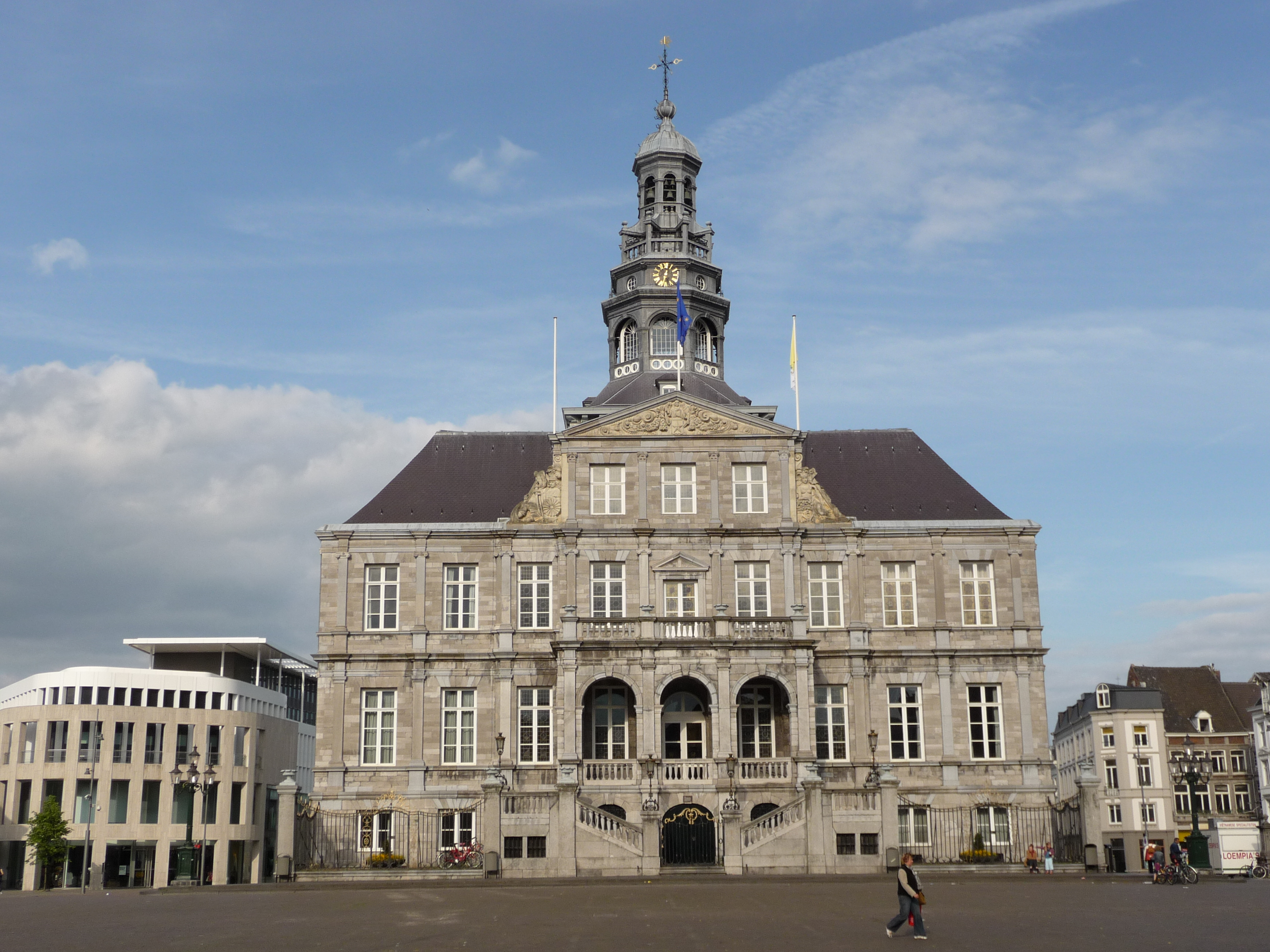
Het Maastrichtse stadhuis, gebouwd in de jaren 1659-1664 door Pieter Post. Het carillon hiervan is een van de laatste beiaarden die door de broers samen werden gegoten.

In die tijd hadden zij hooguit twee à drie leerlingen, zoals de broers Claude Fremy (1646-1699) en (de veel bekwamere) Mammes Fremy (ca. 1651-1684), achterneven van de Hemony’s. Mammes goot in 1681 een klokkenspel voor de Sint-Nicolaaskerk in Purmerend en de basklokken voor de beiaard van Leiden. Deze bestaan beide niet meer. Van Claude bestaat nog een deel van de mislukte beiaard voor de Waagtoren van Alkmaar. Deze bevindt zich in het Loreto-klooster in Praag. Daarnaast is ook de herstemde beiaard van Leeuwarden van zijn hand. Heel wat succesvoller was naast de meesterknecht Claes Noorden vooral Jan Albert de Grave, zoals later zou blijken. Deze maakte onder meer een klokkenspel voor Potsdam, Berlijn en Sint-Petersburg. Alle zijn verloren gegaan. Samen goten ze onder meer een beiaard voor de Abdijtoren in Middelburg die in de Tweede Wereldoorlog verloren ging. Van deze laatste twee klokkengieters is dus ook vrijwel geen klokkenspel behouden gebleven. Wel bestaan er nog losse klokken die als vervanging van beschadigde klokken of als uitbreiding op een klokkenspel werden gegoten.
Tijdens de Tweede Engelse Zeeoorlog werd door Hemony voornamelijk geschut gegoten, Hemony signeerde het geschut niet.
François Hemony werd op 24 mei 1667 begraven, na een rijk leven. Hij leed in zijn laatste levensfase aan malaria. Zijn broer Pieter werd zijn opvolger en voogd over de twee kinderen. De zoon van François Hemony, eveneens François geheten, heeft zich nooit met het gieten van klokken beziggehouden. Pieter Hemony is nooit gehuwd geweest. Zijn inwonende neef zou in 1677 naar Gouda verhuizen. Zijn nicht Anna Margaretha bestierde zijn huishouden. De familie Hemony beschikte over een huiskapel, want zij waren Rooms katholiek.

## Pieter Hemony in Gent
Tijdens het verblijf van Pieter in de Spaanse Nederlanden leverde hij tussen 1659-1660 onder andere de grote beiaard met 37 klokken en enkele luidklokken: de Triomphanten, voor het Belfort van Gent. Pieter Hemony smolt hiervoor de oude stormklok: Klokke Roeland, in een nieuwe beiaard van 40 klokken. Vanwege een scheur uit 1914 in een van de Triomphanten (in de volksmond ook Klokke Roeland genaamd) stond die naast de toren opgesteld tot 2009. Ze is in 2003 gelast door Eijsbouts en teruggeplaatst op de sokkel naast de toren. De klok werd in 2009 terug van de sokkel gehaald in functie van de heraanleg van het plein waar de sokkel opgesteld stond. De klok is in 2012 in een betonnen klokkenstoel geplaatst in afwachting van de eventuele toevoeging aan de beiaard en is voorzien van een nieuwe klepel zodat ze kan beieren tijdens feestelijkheden zoals de Gentse Feesten. Pieter Hemony voerde een langslepend proces met de stad Gent over de kwaliteit van de basklokken en de betaling hiervan. Dit was mogelijk mede de oorzaak dat hij naar zijn broer François in Amsterdam vertrok omdat daar veel werk te doen was.

## Pieter Hemony in Amsterdam
Pieter kwam dus in 1664 naar Amsterdam om zijn broer te assisteren. Na diens overlijden zou hij tot zijn dood nog tien beiaarden gieten waarmee de totale productie aan beiaarden door de Hemony’s op 51 kwam. Hieronder was naast de beroemde beiaard van de Sint-Romboutstoren in Mechelen ook het kleinste carillon van de Drommedaris in Enkhuizen Hij werd begraven op de 22 februari 1680 en er is mogelijk urenlang met de klokken geluid.

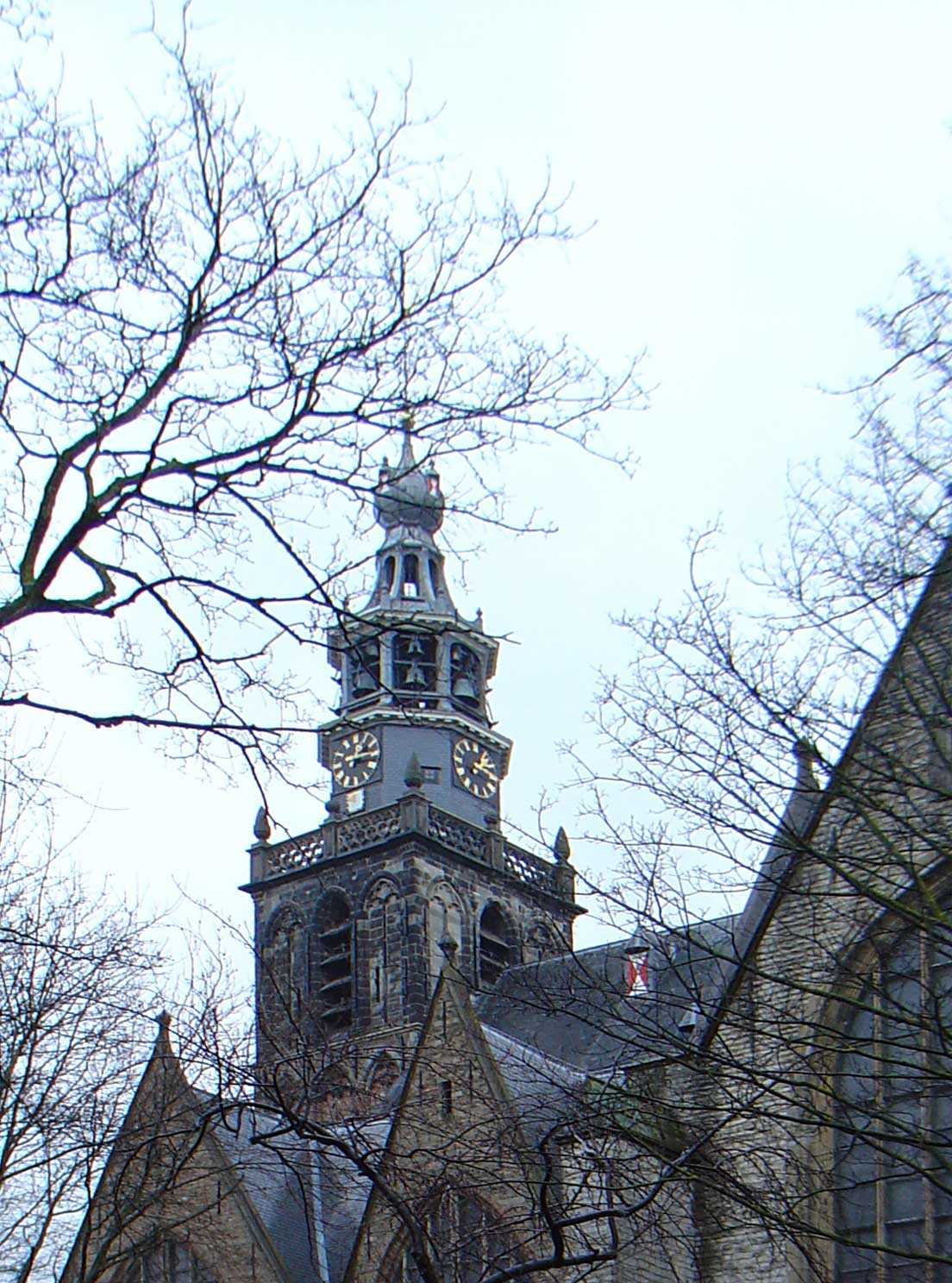
Toren van de Sint-Janskerk te Gouda

## Het geheim
De Hemony's goten hun klokken iets dikker dan strikt nodig; hierdoor waren ze voorzien van een stemreserve. Door een ontwerp van een goed profiel en perfect gietwerk wisten ze klokken te maken die zuiver waren te stemmen. In het stemmen van de klokken waren ze uiterst nauwgezet; zo wisten ze ook de boventonen goed af te stemmen met de hulp van jonkheer Jacob van Eyck die al eerder met een andere klokkengieter had geprobeerd zuiver gestemde klokken te ontwerpen voor zijn beiaard in de Domtoren van Utrecht waar hij stadsbeiaardier was. Hierdoor werd hun eerste klokkenspel voor Zutphen in 1644 een groot succes. Omdat Jacob van Eyck blind was beschikte deze over een uitzonderlijk gehoor. Zo wist hij bijvoorbeeld de boventonen van een wijnglas met zijn fluit te laten resoneren. Hij ontwierp samen met de broers een goed profiel en wist de boventonen in de klok met dit profiel goed af te stemmen, door middel van een klankstavenspel waarop zandkorrels lagen. De klokken werden aan de binnenzijde op een draaibank uitgedraaid. Als de klok de juiste (boven)toon had resoneerden de klankstaven en bewogen de zandkorrels. De klokkengieters uit de 17e eeuw goten hun klokken in vormen die van leem waren gemaakt. Dit had mogelijk ook invloed op de klank omdat leem erg langzaam afkoelt. De klokken werden per gewicht berekend, maar kleinere klokken waren duurder dan de grote; hij goot meestal drie kleine klokken van dezelfde toon om de beste in een beiaard te gebruiken.

## Verdwenen instrumenten
Een aantal van hun carillons is door brand, verkoop of oorlogsgeweld verdwenen in de loop der tijden. (Zie de lijst onder) Waaronder in de Tweede Wereldoorlog de zeer fraaie beiaard van de Eusebiustoren bij de slag om Arnhem. Tijdens klokken vordering in de Tweede Wereldoorlog zijn vanaf september 1943 ook klokken van Hemony op de bodem van het IJsselmeer terechtgekomen in de buurt van Urk. Ze waren door de Duitsers gevorderd om tot oorlogstuig versmolten te worden en zaten in een gesaboteerd schip dat op weg was naar Hamburg in Duitsland. Na de oorlog is dit schip gelicht en zijn de klokken teruggekeerd naar hun eigenaar. Zo ook het carillon van de Grote of Sint-Catharijnekerk te Brielle. De nu nog aanwezige Hemonycarillons zijn in de 19e eeuw en tot de jaren zestig van de twintigste eeuw door luchtvervuiling, onder meer door de uitstoot van zwaveldioxide uit kolenkachels, ernstig aangetast. Dit gaf aanleiding tot soms ingrijpende restauraties waarbij meestal de kleinere klokken opnieuw werden gegoten omdat deze in verhouding erger ontstemd waren dan de grotere klokken maar ook omdat de kleinere klokken te dun van profiel waren in verhouding tot de grote klokken; Hemony beheerste nog niet de kunst om kleinere klokjes met een zwaar profiel te gieten zodat er meer klank ontstond. De instrumenten werden daarbij in de meeste gevallen tegelijkertijd met een octaaf klokken uitgebreid. Enkele carillons zoals dat van de Nieuwe Toren in Kampen hebben het (bij)stemmen overleefd; wel werd hier een uitbreiding tot vier octaven verwezenlijkt in 2012 met profielen die in stemming en dikte en klankkleur aansluiten op de oude historische klokken.

## Werkstukken
Naast de vele klokkenspelen goten de Gebroeders Hemony ook geschut en kunstwerken, zoals de beelden op het Paleis op de Dam ontworpen door hun buurman Artus Quellinus.

### François en Pieter Hemony in Zutphen 1642-1657
- Wijnhuistoren in Zutphen (1644-46).Ging grotendeels verloren bij de torenbrand van 1920. Zeven klokken overleefden. 1 Klok uit 1644 hangt nu in de Lasonderkerk in Enschede
- Dorpskerk Almen in Almen: Francois 1645.
- Grote of Lebuïnuskerk in Deventer (1647) laatste restauratie in 2009. Zie: Hemonybeiaard (Deventer)
- Zuider of St. Pancrastoren Enkhuizen 1647-1649: François 1664 uitbreiding – Pieter 1674 uitbreiding; laatste restauratie in 1992
- Stadhuis van 's-Hertogenbosch 1649 geleverd 1657.
- Nicolaïkerk in Utrecht (1649)
- Eusebiustoren 1650-1651 François 1661 uitbreiding. Ging ten onder bij het bombardement van Arnhem in 1944. Enkele klokken overleefden.
- Jacobitoren Utrecht: François en Pieter 1651 Pieter 1668 uitbreiding. Ging ten onder bij de storm in 1674. Enkele klokken werden als luidklokken verkocht.
- Reguliers- of Munttoren Amsterdam: François en Pieter 1651. Was het eerste klokkenspel dat Amsterdam aanschafte en hing van oorsprong in de Beurstoren. Het werd in 1668 naar de Munttoren verhuisd en daarbij door Pieter uitgebreid met enkele basklokken.
- Maartenstoren Nieuwe Niedorp: François en Pieter in 1653.
- Gasthuistoren Zaltbommel: François en Pieter in 1654.
- Barbaratoren in Culemborg (1654/55)
- Martinitoren Doesburg: François en Pieter 1654/55. Hing in een uitbouw onder aan de spits. Ging verloren in de Tweede Wereldoorlog op 15 april 1945 toen de Duitsers de toren opbliezen.
- Onze-Lieve-Vrouwekathedraal Antwerpen Kerk- of Kapittelbeiaard 1654/55 Raakte in verval en werd na de Tweede Wereldoorlog voor een groot deel uitgeleend aan St. Katherinakerk te Hoogstraten. De daar ontbrekende Hemony/Dumery klokken zijn al eerder uitgeleend of zoekgeraakt.
- Onze-Lieve-Vrouwekathedraal Stads- of Kermisbeiaard François en Pieter 1655 door hen uitgebreid in 1658.
- Sint-Michielsabdij Antwerpen: François en Pieter 1655. Verloren gegaan in 1797 tijdens de Franse overheersing. Aan anti-Roomse campagnes ten offer gevallen.
- Zuidertoren in Amsterdam (1656): François was al aangesteld als stadsklokkengieter in Amsterdam maar goot deze beiaard nog in Zutphen als laatste. Pieter vertrok naar Gent in België.

### François Hemony in Amsterdam 1657-1664
- Oude Kerk in Amsterdam (1658)
- Westertoren in Amsterdam (1658)
- Onze Lieve Vrouwetoren in Amersfoort (1659/1662/1663)
- Herv. Kerk in Elspeet (1659)
- Nieuwe Toren in Kampen (1659)
- Nieuwe Kerk Delft (1659/60): Pieter 1678 uitbreiding.
- Brielle Catharijnetoren (1660)
- Laurenstoren Rotterdam (1660). De klokken werden bijna verwoest in de Tweede Wereldoorlog maar dankzij een kort voor de oorlog aangebrachte betonnen vloer bleven de klokken behouden.
- Beurstoren Rotterdam (1660). Dit klokkenspel hing tot 1829 in de stadhuistoren. Vernietigd in 1940 tijdens het bombardement in de Tweede Wereldoorlog.
- Averbode Abdijtoren (1659-1662) 19 klokken uit 1661/62 van deze beiaard zijn in 1819 door A.J. vanden Gheyn aan Hoei (Huy) geleverd en nog steeds aanwezig in de Noorder- of Sint-Maternetoren van de Collegiale Onze Lieve-Vrouwekerk.
- Mainz Liebfrauenstift (1660/of 1661) Bij de oorlog tussen de Duitsers en de Fransen in 1793 is dit spel vernietigd door brand.
- Grote of Sint-Bavokerk Haarlem (1660-1661-1662-1664) uitbreiding door Pieter in 1670. Een deel van dit klokkenspel hangt vandaag de dag in de Bakenessertoren
- St. Nicolaïtoren Hamburg 1661 uitbreiding door François en Pieter in 1665. Verwoest bij een brand in 1842.
- Sint-Hyppolytustoren Middelstum: François (1661-1662)
- Belfort Brussel François (1662-1663?) Door brand verwoest bij beschieting door de Fransen in 1695.
- Stadstoren Hasselt (Overijssel): François 1662 Door brand verwoest in 1725.
- Martinitoren in Groningen: François (1662/63) uitbreiding door Pieter in 1671.
- Der A toren Groningen: François 1662 (1663?) Het spel werd bij brand tijdens een storm verwoest in 1671.
- Bakenessertoren Haarlem: François 1663 (en 1662-1661?) Verkocht om de stadskas aan te vullen in 1795. Mogelijk is een deel van de klokken aanwezig in de beiaard van Hoei (Huy) in België. De huidige Hemony-klokken in de Bakenessertoren in Haarlem zijn afkomstig uit de toren van de Grote- of Sint-Bavokerk.

### Pieter Hemony in Gent 1657-1664
- Abdijtoren Tongerlo: Pieter 1657/58 Deze beiaard werd verwoest door de Fransen in 1797 tijdens de Franse Revolutie.
- Belfort Gent Pieter 1659/60. In 1948 werd een deel van de beiaard uit de Boudelotoren aan deze beiaard toegevoegd. De toren en het klokkenspel werden gerestaureerd; dit kwam klaar in 1982.
- Abdijtoren Ename: Pieter 1660, door hem uitgebreid in 1677. Eind 18e eeuw gevorderd door de Fransen. Een deel van de klokken werd naderhand in Frankrijk verhandeld. Zo kan het voorkomen dat er kerken in Frankrijk zijn waar nog een Hemonyklok uit Ename hangt.
- Boudeloabdijtoren Gent: Pieter 1661. In 1948 werd een deel van de klokken gebruikt om de beiaard op het Belfort uit te breiden.

### François en Pieter in Amsterdam 1664-1667
- Domtoren Utrecht: François en Pieter 1663/64. De beiaard is in 1972 uitgebreid gerestaureerd.
- Sint-Gertrudtoren Stockholm: François en Pieter 1663/65. Verwoest in een brand in 1878.
- Stadhuis Amsterdam, nu het Koninklijk Paleis op de Dam: François en Pieter 1664.
- Het Stadhuis van Maastricht – dit carillon is een van de laatste die door de beide broers samen is gegoten, vlak voor de dood van François (1664). Gemaakt voor de stad Diest, maar deze zag uiteindelijk van de aankoop af. Daarna in 1668 door Pieter aan Maastricht verkocht. Bij een restauratie in 1962 zijn 11 Hemonyklokken uit 1664 verwijderd uit het carillon en om klanktechnische redenen vervangen door nieuwe klokken van Kon. Klokkengieterij Eijsbouts. Een van deze Hemonyklokken is nog te vinden in het Museum Klok & Peel te Asten. De andere 10 zijn tot op heden spoorloos.

### Pieter Hemony in Amsterdam 1667-1680
- Willibrorduskerk Hulst: Pieter 1670. Door brand verwoest in 1876.
- Residenzschloss Darmstadt Pieter 1670. Na restauratiepogingen, waarbij het spel dubieus werd gestemd in onder andere 1937, werd het verwoest tijdens een bombardement in 1943.
- Sint-Sulpitiuskerk Diest: Pieter 1671.
- Grote of Sint-Cyriacuskerk Hoorn: Pieter 1671. In 1838 is dit klokkenspel door brand verwoest. Brand ontstaan door loodgieterswerkzaamheden op het dak.
- Stadhuistoren Oostende: Pieter 1671. Deze beiaard is in 1706 bij oorlogshandelingen verwoest.
- Toren van de Grote of Sint-Laurenskerk (Weesp) Weesp: Pieter 1671 De klokken werden pas in 1676 door Weesp aangekocht nadat ze eerder aan Brugge (Abdij ter duinen), Emden en Kamerijk (abdij van Sint-Aubert) waren aangeboden.
- Drommedaris Enkhuizen: Pieter 1671/74/75/77. Voorraad beiaard geruild met de van Wou-voorslag die op dat moment in de koepel hing. Lichtste spel door Hemony gegoten. Laatste restauratie in 2014/2015 waarbij het spel tot 44 klokken werd uitgebreid.
- Sint-Romboutstoren Mechelen: Pieter 1674 op basis van de aanwezige basklokken. De beiaard werd in 1980/81 in de lagere luidklokkenkamer opgehangen. Er werd daarna nog zelden op gespeeld en in 2010 is dit instrument samen met het automatische gedeelte weer bespeelbaar gemaakt door de torenwachter Nick Vanhaute.
- Sint-Janskerk in Gouda – de laatste nog bestaande beiaard die gegoten is door Pieter Hemony 1677/78 en de enige beiaard van Hemony met een volledig basoctaaf.
- Stadhuis Leiden: Pieter 1677/78 en het basoctaaf door Mammes Fremy 1680. Door brand in 1929 verwoest.

De gebroeders Hemony goten samen of op zichzelf: 51 carillons.

## Varia
- In Zutphen en het Noord-Groningse dorp Middelstum is de Hemonystraat, in Arnhem is de Hemonylaan naar hen vernoemd. Amsterdam heeft het Hemonyhuis in de Hemonystraat en een Hemonylaan in de woonwijk De Pijp.
- In augustus 2002 werd in de Waddenzee door archeologen een Hemonyklok ontdekt in een scheepswrak dat in de 17e eeuw is gezonken in de buurt van het eiland Texel. Volgens het randschrift op de bronzen klok werd deze in 1658 gegoten door François Hemony in zijn gieterij te Amsterdam. Het gewicht van de klok is 132 kg en de diameter 59,5 cm.[6]
- Op het terrein van gebroeders Hemony aan het Molenpad ontstond in 1680 de zogenaamde Italiaansche opera van Theodoor of Dirck Strijcker. De twee klokkengieterijen in de stad werden samen gevoegd in één gebouw aan de Lijnbaansgracht.[7]
- De dichter Joost van den Vondel heeft het volgende gedicht geschreven waarin de gebroeders Hemony worden genoemd:

Ik verhef mijn’ toon in ’t zingen
Aen den Amstel en het Y,
Op den geest van Hemony,
d’Eeuwige eer van Loteringen,
Die ’t gehoor verlekkren kon
Op zijn klokspijs, en zijn noten,
Ons zo kunstrijk toegegoten;
't Lust ons op de klokketon, 
Om doorluchte torentransen, 
Enen klokkedans te dansen. 